# 埃格内
埃格内（法語：Hegeney，发音：[egənɛ] 或 [egənai]）是法国下莱茵省的一个市镇，属于阿格诺-维桑堡区（Haguenau-Wissembourg）和赖什索芬县（Reichshoffen）。该市镇总面积1.76平方公里，2009年时的人口为381人。

## 人口
埃格内人口变化图示